# Indočína

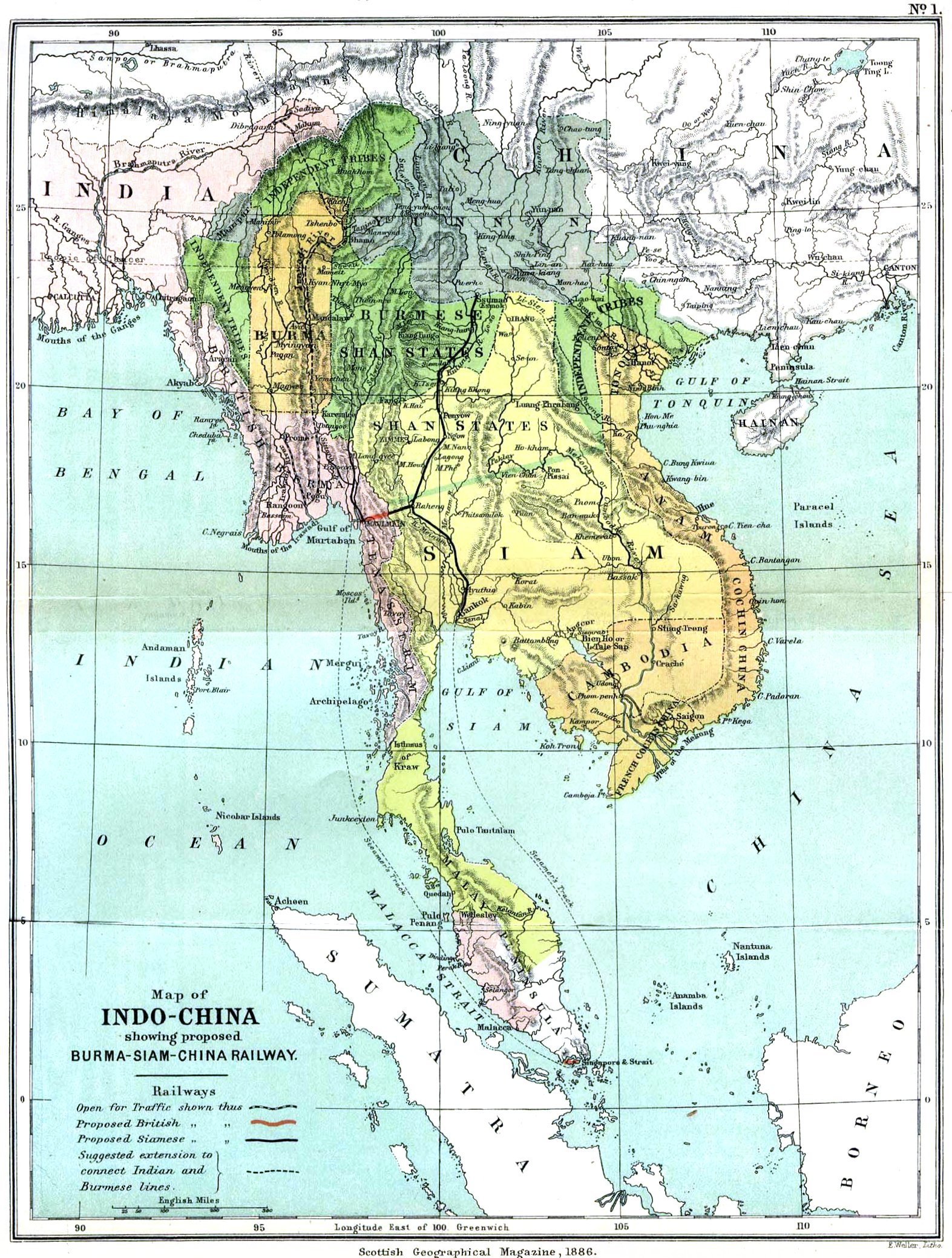
Indočína 1886

Indočína je region v jihovýchodní Asii na poloostrově Zadní Indie. Jeho přesné vymezení je nejasné, obvykle se však uznává, že se nachází východně od Indie a jižně od Číny.
V současné době se jedná o bývalé francouzské kolonie Kambodža, Laos a Vietnam a v širším smyslu i další blízké země, část Malajsie ležící na Malajském poloostrově, Myanmar a Thajsko.
Převažující náboženství v tomto regionu je buddhismus. Většina obyvatel vyznává théravádový buddhismus, pouze ve Vietnamu je nejvíce stoupenců mahájánového buddhismu.
Termín poprvé použil dánsko-francouzský geograf Conrad Malte-Brun (1775–1826) v díle „Précis de la Géographie Universelle“ vydaném v Paříži v roce 1810.

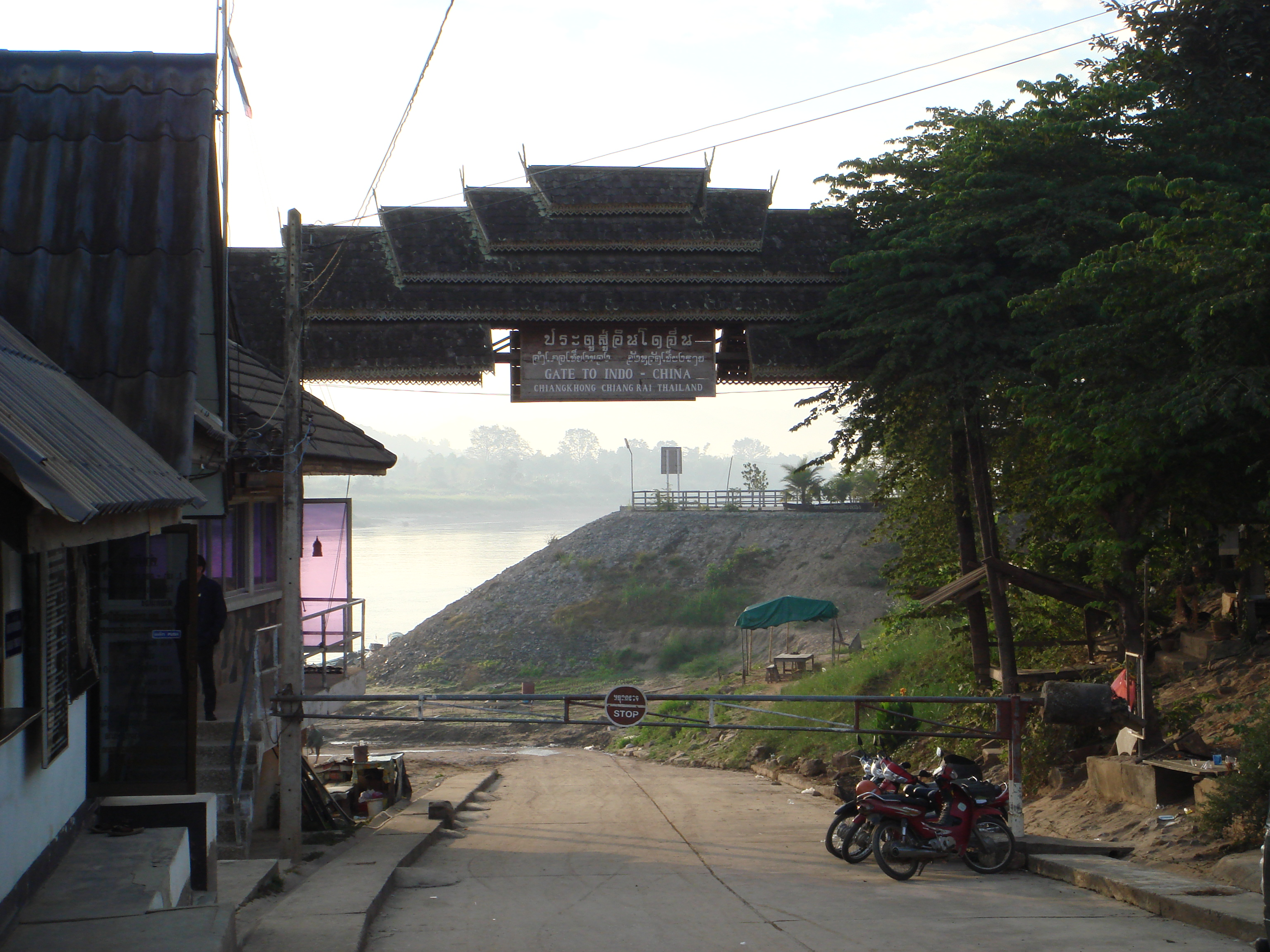
"Brána do Indočíny" - hraniční přechod mezi Thajskem a Laosem na horním Mekongu.